# Componente comercial salido del estante
Un Componente comercial salido del estante o COSE (del inglés COTS, Commercial Off-The-Shelf), o lo que en el ámbito de las tecnologías de la información podría traducirse como Producto estándar o salido de la  Caja  es un término del Reglamento Federal de Adquisiciones (FAR), que define un elemento no-desarrollado (NDI) de suministro, que es a la vez comercial y se vende en grandes cantidades en el mercado comercial, y que puede ser adquirido o utilizado bajo contrato gubernamental de la misma forma exacta a como está disponible al público en general. Por ejemplo, para los elementos relacionados con la tecnología, tales como programas informáticos, sistemas de hardware o de software libre con apoyo comercial y también materiales de construcción que están calificados así. 
Las compras COSE son alternativas a desarrollos a la medida hechos con recursos propios o ajenos. Los productos COSE típicamente requieren una configuración que se adapta para usos específicos. El uso de COSE ha sido recomendado o prescrito a través de muchos programas de gobierno y de negocios, ya que estos productos pueden ofrecer un ahorro significativo en la contratación, el desarrollo y mantenimiento.